# Европейски парламент
 За органа на Съвета на Европа вижте Парламентарна асамблея на Съвета на Европа.  
Европейският парламент, Европарламентът или ЕП е единствената пряко избирана институция, която представлява гражданите на Европейския съюз. Заедно със Съвета на Европейския съюз той осъществява законодателната власт на ЕС. Парламентът е съставен от 720 членове. Той представлява вторият по големина демократичен електорат в света (след парламента на Индия) и най-големият транснационален демократичен електорат в света (375 милиона избиратели с право на глас през 2009 г. от 27-те държави членки на Европейския съюз).
Парламентът се избира директно всеки 5 години от гражданите на ЕС чрез общи избори. Процентът на участващите в парламентарните избори през 2019 достига 50% за първи път след 1994. Възрастта за гласуване е 18 във. всички страни членки, освен Австрия и Малта, където е 16, и Гърция, където е 17.
От 11 януари 2022 г. изпълняваща длъжността председател на ЕП е Роберта Мецола, която на 18 януари 2022 г. е избрана председател на парламента.
Европейският парламент заседава в Страсбург, а другите места за негови заседания са Брюксел и Люксембург.
Неговата главна роля, като европейска институция, е създаването на различни инициативи, чрез заявки към Европейската комисия. Институцията еволюира заедно със Съюза и съществува първоначално като Европейска парламентарна асамблея, а по-късно е преименувана на Парламент.

## История
На 19 март 1958 г. в Страсбург се провежда първото заседание на Европейската парламентарна асамблея. Тя включва 142 членове, които са излъчени от националните парламенти на страните членки, и в нея се говори на четири езика. Повече от петдесет години по-късно официалните езици са 24. В началото на XXI век броят на членовете на Европейския парламент достига 751, намалени след Брекзит до 705. Институцията разполага с изключително важни законодателни, бюджетни и контролни правомощия.
Всичко започва с Договора за създаване на Европейската общност за въглища и стомана (ЕОВС). Подписан от шест държави, той влиза в сила на 25 юли 1952 година. С него се полагат основите на Общността и се създават следните институции: Върховен орган, Обща асамблея, Съвет на министрите, Съд и Консултативен комитет. 
След влизането в сила на Договорите от Рим през 1958 г. и създаването на Европейската икономическа общност (ЕИО) и Европейската общност за атомна енергия (Евратом) е решено Общата асамблея да бъде наистина обща и за трите Общности. По същото време тя се преименува на „Европейска парламентарна асамблея“, а от 30 март 1962 г. – на „Европейски парламент“ (наименование, което се вписва официално в Единния европейски акт от 1986 г.).

## Правомощия и функции
Основните задължения на Европейския парламент са: одобряването на закони, които оказват влияние върху ежедневието на европейските граждани, и на годишния бюджет на ЕС – правомощия, които той споделя със Съвета на министрите (28 национални правителства на ЕС) в система, подобна на двукамарна. Парламентът има също правомощия за контрол или надзор над останалите институции на ЕС: той наблюдава как те работят и как изразходват парите на данъкоплатците. И накрая, но не на последно място, Парламентът действа като проводник на тревогите на обществеността и може да поставя нови въпроси за разглеждане в европейския политически дневен ред.
- Процедура по назначаване на Европейската комисия – Европейският съвет номинира кандидат за председател на Комисията, който трябва да бъде одобрен с мнозинство от членовете на Европейския парламент. Ако европейските депутати отхвърлят кандидатурата, Съветът разполага с един месец, за да предложи нова. Избраният председател избира комисарите и техните ресори измежду кандидатите, предложени от всяка от страните членки. След това списъкът с комисари трябва да бъде одобрен с квалифицирано мнозинство най-напред от Съвета на министрите, а след това и от Парламента. Ако Парламентът приеме списъка, новата Комисия се назначава официално от Съвета.
- Законодателни правомощия – Членовете на ЕП са законодателите на ЕС: без тяхното участие и одобрение повечето от законодателните текстове на ЕС не могат да влязат в сила. С Договора от Лисабон от 2009 г. Парламентът получава истинска власт над последните области на политиката, в които преди това неговата роля беше само консултативна, а именно селското стопанство и гражданските свободи.
- Бюджетни правомощия – Всички европейски политики като селското стопанство, регионалното развитие, енергетиката, транспорта, околната среда, помощта за развитие и научните изследвания получават финансиране от ЕС. За тази цел, дългосрочният бюджет за разходите на Европейския съюз трябва да бъде одобрен от националните правителства и от членовете на ЕП след което всяка година двете страни решават заедно как да се изразходва годишният бюджет. Парламентът отговаря също и за последващия контрол дали парите на данъкоплатеца са били използвани по предназначение и за приключване на отчетите, ако е удовлетворен от резултатите. В многобройни случаи той е изисквал по-строги проверки и през 1999 г. принуждава цялата Комисия да подаде оставка поради нередности в управлението на бюджета.
- Демократичен контрол и надзорни правомощия – Основна функция на всеки парламент е контролът и надзорът над другите власти, за да се гарантира демократична отчетност. Европейският парламент изпълнява тази функция чрез следните няколко начина: правомощия за номиниране, парламентарен контрол над ЕЦБ, парламентарни разследвания, парламентарни въпроси.
- Външна политика и права на човека – Върховният представител за общата външна политика и политиката на сигурност на ЕС (ОВППС) трябва да дава отчет на Парламента, който има право да бъде информиран и с него да се провеждат консултации по тази политика, а също така използва и бюджетните си правомощия, за да формира мащаба и обхвата ѝ. Одобрението на Парламента е необходимо за всяко разширяване на ЕС и за сключването на търговски или други споразумения с държави извън ЕС. Членовете на ЕП посвещават и значителна енергия на въпроси, свързани с правата на човека и насърчаването на демократичните ценности навсякъде по света, като наградата „Сахаров“ за свобода на мисълта е ежегодният акцент на работата на Парламента в тази област.
- Петиции – ЕП е начело в насърчаването на прозрачност, откритост и обществен достъп по отношение на политиките на Европейския съюз. Всеки европейски гражданин има право да изпраща петиции до членовете на ЕП за проблеми с околната среда, спорове с митнически органи, прехвърляне на пенсионни права и други въпроси, стига те да попадат в обхвата на правомощията на Европейския съюз. Гражданите могат да се обръщат и към европейския омбудсман – независима инстанция, назначавана от Парламента – който има право да разследва обвинения в лошо административно управление или злоупотреба с власт от страна на институция на ЕС. Петициите се разглеждат от Комисията по петициите към ЕП.[7]

## Състав и членове

### Избори за Европейски парламент
Изборите за ЕП са базирани на принципите на пропорционалната избирателна система . Макар първоначално да е предложено депутатите за ЕП да са избирани от национланите парламенти, това е променено като е въведена директна избирателна система, която е базирана на оеднаквени принципи на изборните процедури, които са еднакви за всички страни членки на ЕС.

#### Избори за Европейски парламент през 2004 г., проведени в България 2007
Виж още Присъединяване на България към ЕС
Общи избори за Европейски парламент в 25-те държави членки на Европейския съюз (ЕС) се провеждат през юни 2004 г.
България и Румъния, които влизат в ЕС на 1 януари 2007 г., избират пряко на избори за ЕП своите евродепутати през 2007 г. България на 20 май 2007, а Румъния – на 25 ноември 2007. Дотогава временно изпълняват функциите им предишните наблюдатели (с някои персонални промени). До средата на 2009 г., когато е края на мандата на Европарламента, България има 18 евродепутати, а Румъния – 35.
Държавите, които имат най-много представители в Европарламента, са: Германия (99), Франция и Италия (по 78), Испания и Полша (по 54), Румъния (35), Нидерландия (27), Белгия, Чехия, Гърция, Унгария и Португалия (по 24), Швеция (19), Австрия и България (по 17).
Евродепутатите не образуват национални фракции, а се групират по политически признак. Най-голяма е групата „Европейска народна партия – Европейски демократи“ (ЕНП-ЕД) със 176 евродепутати, следвана от групата „Прогресивен алианс на социалистите и демократите“ (С&Д) със 145 члена, "Обнови Европа'' със 103, групата на Зелените – Европейски свободен алианс с 72 и др.
В началото на 2007 крайно десните, които дотогава са „незаписани“, образуват своя група в ЕП, наречена „Идентичност, традиция и суверенитет“ (ИТС). В нея участват 20 евродепутата от 7 страни членки, в това число и България. През ноември 2007 г. обаче групата се разпада. Петимата евродепутати от румънската партия „Велика Румъния“ се оттеглят от ИТС поради обидно за румънците изказване на италианската евродепутатка Алесандра Мусолини. По-късно същата партия губи местата си в ЕП, тъй като не успява да преодолее 6-процентната бариера на изборите в Румъния.

#### Избори за Европейски парламент през 2009
Изборите за Европейски парламент се провеждат в 27-те държави членки на Европейския съюз (ЕС) между 4 и 7 юни 2009 г. Избрани са общо 736 членове на Европейския парламент.
България става член на Европейския съюз на 1 януари 2007 и Изборите за Европейски парламент през 2009 са първите за България, едновременно с другите страни членки.

#### Избори за Европейски парламент през 2014
Изборите за Европейски парламент през 2014 година в държавите членки на Европейския съюз се провеждат от 22 до 25 май. Откакто Хърватия се присъединява към ЕС през юли 2013 г., членовете на Европейския парламент са 766, но този брой е намален на 751 при изборите през 2014 г. Членовете на ЕП представляват над 500 милиона граждани в 28 държави членки. Съгласно Договорите на ЕС местата се разпределят между различните държави въз основа на принципа на дегресивната пропорционалност, което означава, че държавите с по-многобройно население имат повече места от онези с по-малобройно население, но последните имат повече места, отколкото би предполагало строгото прилагане на пропорционалността.
След Брекзит, считано от 1 февруари 2020 г., броят и разпределението на местата в Европейския парламент се променят и се намалят на 705 (704 евродепутати и 1 председател), като от общо 73 места на Обединеното кралство – 27 са преразпределени на други държави членки, а останалите 46 са запазени в резерв за възможни бъдещи разширявания на ЕС.

#### Избори за Европейски парламент през 2019
Между 23 и 26 май 2019 са проведени последните избори за Европейски парламент, които са деветите парламентарни избори за ЕП след първите преки общи избори през 1979 и четвърти за България като член на ЕС. 

### Предстоящи избори за Европейски парламент през 2024
Следващите избори за Европейски парламент са насрочени за 2024 в съответствие с Договора от Лисабон. Като това са първите избори след излизането на Великобритания от ЕС или процедурите по Брекзит.

## Членове на ЕП
Депутатите на ЕП или още членове на ЕП са избирани на всеки 5 години чрез общи избори, които са такива за целия Европейски съюз, като всяка страна излъчва своите кандидати и избира парламентарни представители. 
Като членове на ЕП те седят в него според политическата си афилиираност. 
Според разпределянето на общия брой депутатски места, които са 705, според големината на страните членки, представителството е минимум от 6 места за държава и максимум 96, например за Германия. Представителите на България в ЕП са 17.

### Фракции
- Европейска народна партия — консерватори и христиан-демократи
- Прогресивен алианс на социалистите и демократите — социалдемократи и социалисти
- Алианс на либералите и демократите за Обновение на Европа — либерали
- Зелените – Европейски свободен алианс — екологична партия на зелените и регионалисти
- Европейски консерватори и реформисти — консерватори, които са против федерализацията на ЕС
- Европа на нациите и свободата — Национална идентичност и демокрация, и националисти.
- Европейска обединена левица/Нордическа зелена левица — леви и социалисти
- Независими депутати на Европейския парламент

## Дейност
Основните заседания на ЕП се провеждат в Брюксел, Белгия, а в Страсбург, Франция се провеждат частични заседания.
Парламентът не заседава през лятото.
Седалища
Макар че обичайно Брюксел се възприема като столица на Европейския съюз, тъй като в нея са седалищата на изпълнителните му органи – Европейската комисия и Съветът на Европейския съюз, в нарочен протокол към Договора от Амстердам е записано, че Европейският парламент провежда ежемесечните си пленарни заседания в Страсбург. Затова понякога неофициално го наричат „Парламента от Страсбург“, като някои подразбират Страсбург като демократичната столица на Европа и го противопоставят на бюрократичното начало в Брюксел. От практически съображения обаче цялата подготвителна работа по законодателството и срещите на парламентарните комитети протичат в Брюксел. Нещо повече, Секретариатът на Европейския парламент (администрацията му), в който работят мнозинството от административните служители на ЕП, е разположен в Люксембург (преди години тук са провеждани и пленарните сесии).
В резултат на това парламентът прекарва всеки месец 4 дни в Страсбург, където текат окончателните пленарни сесии и гласувания. Понякога пленарни сесии се провеждат и в Брюксел.
На няколко пъти Европейският парламент е предлагал да получи правото сам да определя мястото на своите седалища и по този начин да прекрати системата с двете седалища, но това е до голяма степен политически въпрос и в няколко последователни договора европейските страни членки продължават да не му отстъпват това право. Макар че все пак са се отказали от третото седалище в Люксембург още преди 20-на години, спорът между Белгия (Брюксел) и Франция (Страсбург) за основно седалище на парламента продължава. Това обаче е свързано със значителни трудности и разходи – за редовното преместване на документация и оборудване между двата града (отстоящи на 400 км един от друг) са необходими 10 големи камиона и 30 работници. Освен това общо около 5000 души, свързани с работата на парламента, също пътуват – самите депутати, техните съветници, служителите и журналистите. Разходите се оценяват на около 200 милиона евро годишно. Повечето от депутатите са против използването на седалището в Страсбург и през годините са предприемали различни инициативи за определянето на Брюксел като единствено седалище. Последната такава инициатива вече е събрала над 1 милион подписа от граждани на Европа на www.oneseat.eu.